# Altino Arantes
Pour les articles homonymes, voir Altino (homonymie) et Arantes.

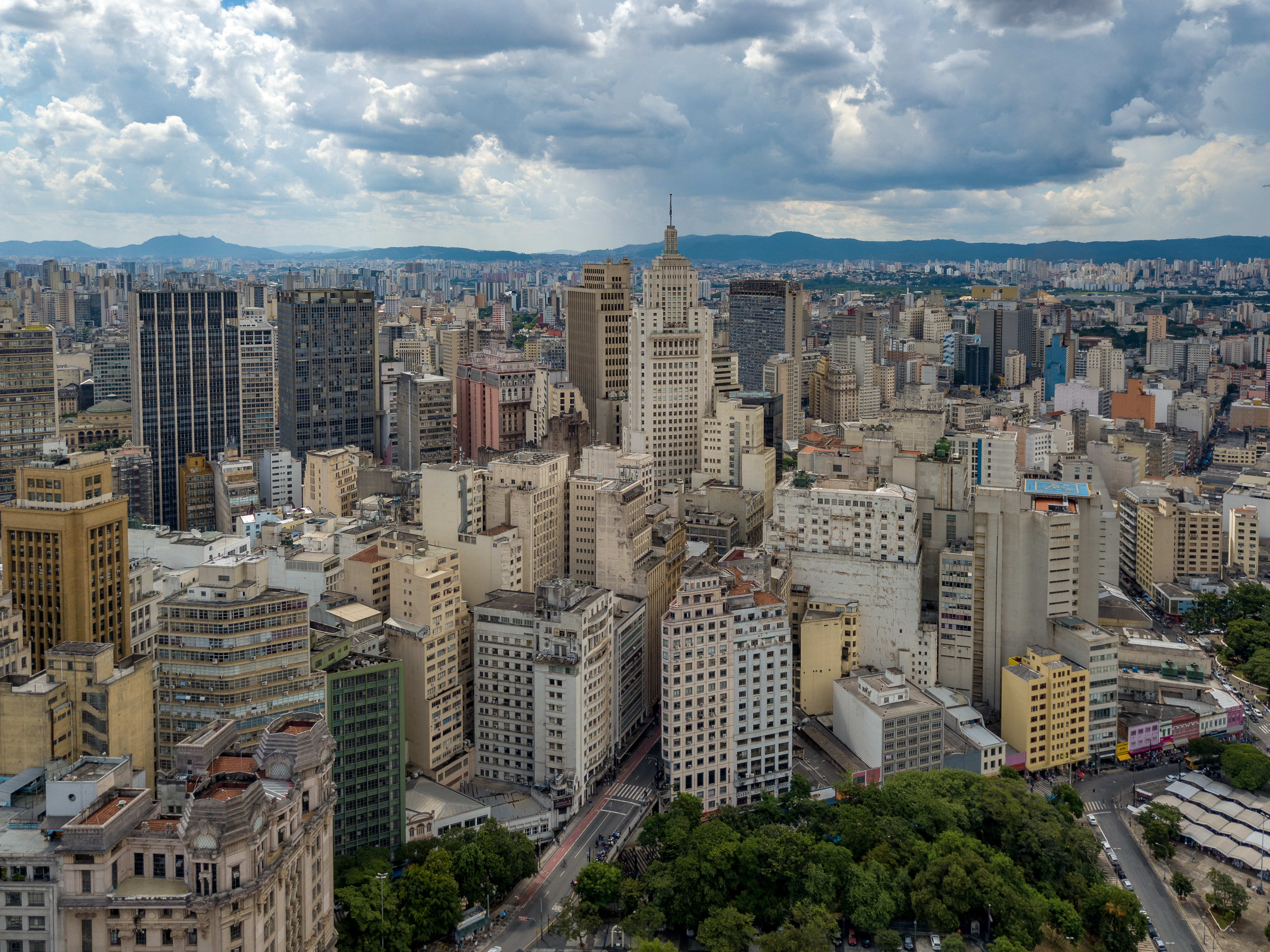
L'Altino Arentes. Photo mars 2019.

L'Altino Arantes est un gratte-ciel de bureaux de 161 mètres de hauteur construit à São Paulo en 1947. Ce fut l'un des plus hauts gratte-ciel du monde construit dans les années 1940, le plus haut gratte-ciel du Brésil jusqu'en 1960 et le plus haut du monde en dehors des États-Unis jusque dans les années 1950. Jusqu'en 1962 ce fut le plus haut immeuble en béton du monde.
C'est l'un des gratte-ciel les plus célèbres du Brésil. Au sommet de l'immeuble, un observatoire ouvert au public est visité par 5 600 personnes par mois.

## Histoire
La Banespa, fondée en 1909, se trouve dans les années 30 dans une période d'expansion notable, et ses locaux deviennent exigus. La décision est donc prise de construire un nouveau bâtiment pour l'héberger. Le premier emplacement envisagé est sur la place Ramos de Azevedo, loin du quartier des banques concentré sur les rues de São Bento et du 15 novembre. Pour s'approcher de ce quartier, la banque passe un accord avec la Santa Casa de Misericórdia pour acquérir un immeuble promis à la démolition, le démolir et construire à la place les nouveaux quartiers généraux sur la rue João Brícola. Le projet est mené par l'ingénieur et architecte Plínio Botelho do Amaral, associé à l'entreprise Camargo & Mesquita, qui souhaitait voir construire un bâtiment similaire à l'Empire State Building.
Sa construction a été particulièrement longue, les travaux étant interrompus par la guerre. Elle dure en tout 8 ans, du 19 septembre 1939 au 27 juin 1947, jour de l'inauguration. Après son achèvement, il s'agit du bâtiment le plus haut de la ville ; et il n'en sera détrôné que vingt ans plus tard par l'Edifício Itália. Il devient aussi le bâtiment le plus haut du monde construit en béton armé, et le gratte-ciel le plus élevé en dehors des États-Unis.
Dans les années 60, l'immeuble change de nom pour prendre celui d'Altino Arantes, le premier dirigeant brésilien de la Banespa.
La Banespa est rachetée en 2000 par la banque espagnole Santander, sans incidence notable sur le bâtiment.

## Style
Son architecte, Plínio Botelho do Amaral, s'est inspiré des formes de l'Empire State Building et plus globalement des bâtiments imaginés par Frank Lloyd Wright. L'immeuble est un des derniers exemple de style Art déco avant que le style international ne s'impose dans la plupart des pays.
La façade de l'immeuble est recouverte de morceaux de porcelaine.
Le hall d'entrée a une superficie de 379 m2, son sol est recouvert de blocs de granit, et de mosaïques figurant les états du Brésil, entourés par les mots « Banco do Estado do São Paulo » (Banque de l'État de São Paulo).

## Attractions
L'édifice abrite un observatoire ouvert au public, qui permet d'observer la ville à 150 m de haut, avec notamment la cathédrale de la Sé, le Pátio do Colégio, le Viaduto do Chá, l'avenue Paulista, ou encore les immeubles voisins de l'Edifício Itália et de Prédio Martinelli.
Le musée de la Banesco occupe également une partie de l'immeuble. Il raconte presque cent ans d'histoire de la banque, exposant environ mille objets, dont des photographies.